# Carl Philipp Sprengel
Pour les articles homonymes, voir Sprengel.
Carl (ou Karl) Philipp Sprengel est un botaniste allemand, né en 1787 à Schillerslage et mort en 1859.

## Biographie
Carl Philipp Sprengel étudie l’agronomie auprès de Albrecht Daniel Thaer (1752-1828) à Celle. Il travaille ensuite, de 1804 à 1808, avec Heinrich Einhof (de) (1778-1808) à Möglin. De 1821 à 1828, il travaille à Göttingen où il devient professeur. De 1831 à 1839, il enseigne au Collegium Carolinum de Brunswick. En 1839, il est le secrétaire général de la Société économique de Poméranie.
Malgré le fait qu'il ait été l'élève de Thaer, il remet en cause la théorie de l'humus. Il est le premier à formuler la théorie du minimum qui dit que la croissance d’une plante est limitée par le niveau le plus faible d’un nutriment. Son nom est éclipsé par celui de Justus von Liebig (1803-1873).

## Œuvres
- Die Lehre vom Dünger oder Beschreibung aller bei der Landwirthschaft gebräuchlicher vegetablilischer, animalischer und mineralischer Düngermaterialien, nebst Erklärung ihrer Wirkungsart. Leipzig, 1839.